# Perez Hilton
Mario Armando Lavandeira Jr., mais conhecido como Perez Hilton (Miami, 23 de Março de 1978) é um blogueiro, ator, personalidade televisiva americano.
Seu blog é Perezhilton.com (antigo PageSixSixSix.com), no qual ele escreve sob o pseudônimo Perez Hilton. Nasceu em Miami, Flórida, de pais cubanos com descendência Galega. Atualmente reside em Los Angeles, Califórnia, mas também tem residência em Manhattan, na cidade de Nova Iorque desde 2002.
O blogue em que escreve critica pesadamente as celebridades dentro e fora dos Estados Unidos, e o levou a ser processado por várias vezes e arriscou pedido de prisão por causa das polêmicas.
A socialite Paris Hilton (pronúncia quase semelhante ao Perez Hilton) chegou a entrar com um mandato para que o autor mudasse o nome do blog, E que parasse de fazer reportagens sobre ela, mas Paris perdeu a causa.
Ele é homossexual assumido e um dos defensores da causa gay nos Estados Unidos e em Cuba.
Durante a final do concurso Miss EUA 2009, ele causou tumulto fazendo uma pergunta sobre casamento homossexual para as duas finalistas, sendo que a candidata favorita, Carrie Prejean, da Califórnia, era evangélica. Ao final do concurso, ele afirmou ainda sobre a candidata Carrie Prejean, que "ela perdeu não porque ela não acreditava no casamento gay, ela perdeu porque ela era uma cadela estúpida".
Teve uma pequena participação no clipe da música When I'm Gone da banda Simple Plan, em Hush Hush; Hush Hush, do grupo feminino Pussycat Dolls, em Understand da cantora Melanie C e em S&M de Rihanna.
Em 2009 fez uma gravação para a abertura da The Circus Starring: Britney Spears, uma turnê da cantora Britney Spears,onde ele incorpora um personagem de circo no Video Interlude/Inicial da turnê. Perez já foi conferir pessoalmente um show da turnê e fez o seguinte comentário: "É simplesmente o maior espetáculo da Terra!" Perez Hilton tem várias amigas famosas como: Britney Spears, Kylie Minogue, Anahí, Hilary Duff, Selena Gomez e Christina Aguilera que inclusive cantou em seu aniversario em 2007.

## PerezHilton.com
Após a formatura na Universidade de Nova Iorque em 2000 e antes do início da sua carreira em blogs, Hilton tentou a carreira de ator.
Ele trabalhou brevemente como assistente de relações públicas, da organização dos direitos GLBT na GLAAD, foi escritor freelancer para diversas publicações gays.Trabalhou também como recepcionista para eventos gays na cidade de Nova Yorque, e foi indicado para a editor de gestão no Instinct, umas das revistas gays. Ele diz que começou no blogue "porque parecia [ser] fácil".
O ângulo das fofocas sobre celebridades feitas por Hilton em grande parte inclui o desejo de se misturar com o mundo das celebridades. Ele descreve frequentemente sobre celebridades em shows, clubes, eventos privados que ele esteve, de lugares com fotos dele de celebridades em que ele escreve "Pessoalmente Perez", a categoria do seu blog.
No entanto, alguns tem sugerido que a proximidade das celebridades com Hilton leva a uma cobertura tendenciosa em seu blog. Ele afirma que pretende se tornar o melhor amigo de Paris Hilton, a fonte do seu apelido artístico e frequente objeto de suas fofocas. Muitas pessoas tem notado, que ele raramente relata fofocas ou rumores sobre Paris Hilton de forma negativa, e que diferentemente de outros Blogs de fofocas, muitas vezes ele reconhece e aplaude as atitudes de Paris . Além disso, Hilton tem sido reconhecido por se pronunciar publicamente contra o comportamento discriminatório de celebridades e outras figuras públicas. Por exemplo, ele apelou para boicotar Isaiah Washington, da TV ABC na série Grey's Anatomy por fazer comentários homofóbicos e apelou para seus leitores a fazerem o mesmo. No entanto, no início de 2007, ele foi criticado pelo blogue The Hollywood Gossip por ignorar os comentários racistas e homofóbicos feitos por Paris Hilton.
Hilton frequentemente promove em seu blogue diversos músicos destacando suas canções, numa espécie de Perez ouve e recomenda! numa seção do seu blogue chamada "Ouça esta" . O cantor Mika, que mora em Londres, se tornou popular na América do Norte em 2007, graças ao apoio feito por Hilton em seu Blog. Hilton e Mika são também amigos.
Em 2010 participou do clipe do single "Rocket To Uranus" do grupo Holandês. Em 2011, fez uma participação no clipe Libertad do cantor mexicano Christian Chávez em parceria com Anahí, onde aparecia no final do vídeo postando no seu blogue uma nota sobre a música.
Sua carreira sempre foi alvo de críticas negativas, devido ao teor de suas publicações diárias. Um exemplo recente foi o embate com a cantora Lady Gaga, que no início de sua carreira (2008-2010) foi sua melhor amiga e a ajudou bastante divulgando sua música no blog. Hoje ele é acusado de praticar cyberbullyng contra Gaga e até mesmo de persegui-la. Perez também já foi acusado de divulgar links de canções vazadas de Lady Gaga. Entretanto, é importante ressaltar que o caso "Perez/Gaga" é inconclusivo, visto que as acusações feitas pela cantora jamais foram comprovadas. A cantora é, assim como Perez, considerada importante membro na defesa dos direitos LGBT do século XXI e contra o bullying. Vale ressaltar que em 2012 o blog ganhou versão em pt no Brasil e até o momento está online para o público em geral. O brasileiro por trás do blog raramente é visto, assim gerando um suspense com seu famoso blog Hugo Gloss.

## Música

### Outras
| Ano  | Artista                      | Música | Lançamento                                                     |
| ---- | ---------------------------- | --- | -------------------------------------------------------------- |
| 2009 | Larry Tee feat. Perez Hilton | "My Penis" (Edu K Sucking Dong Silver Remix) | Club Badd                                                      |
| 2009 | Larry Tee feat. Perez Hilton | "My Penis" - (Versão Original) - (Edu K Sucking Dong Silver Video Edit) - (Edu K Sucking Dong Silver Mix) - (Act Yo Age Refixxx) - (UltraViolet Sound Remix) - (aout6 Mix) - (Tom Budiansky Remix) Swine | My Penis (feat. Perez Hilton) / My Pussy (feat. Amanda Lepore) |

## Filmografia

### Filmes
| Ano  | Titlulo                            | Personagem | Notas                                     |
| ---- | ---------------------------------- | ---------- | ----------------------------------------- |
| 2008 | Another Gay Sequel: Gays Gone Wild | Ohprata    | Longa gravado em Fort Lauderdale, Florida |

### Televisão
| Ano             | Titulo                                     | Personagem    | Notas                                                                      |
| --------------- | ------------------------------------------ | ------------- | -------------------------------------------------------------------------- |
| 2001            | The Sopranos                               | Estudante     | (Episódio 3.3).                                                            |
| 2004            | From Flab to Fab                           | ele mesmo     | Reality Show                                                               |
| 2006            | Pepper Dennis                              | Gay Club Goer | Episódio 1.9                                                               |
| 2007 - Presente | MuchOnDemand                               | ele mesmo     |                                                                            |
| 2007            | Celebrity Rap Superstar                    | ele mesmo     | Eliminado na 6ª semana                                                     |
| 2007 - Presente | What Perez Sez                             | ele mesmo     |                                                                            |
| 2007            | MADtv                                      | ele mesmo     | Convidado Especial                                                         |
| 2007            | The 100 Most Annoying People Of 2007       | ele mesmo     | BBC.                                                                       |
| 2007 - 2008     | TRL                                        | ele mesmo     | Aparecia toda semana para falar sobre fofoca                               |
| 2008            | Queen Bees                                 | ele mesmo     |                                                                            |
| 2008            | Paris Hilton's My New BFF: Casting Special | ele mesmo     | MTV Reality Show                                                           |
| 2008            | Fido Awards                                | ele mesmo     |                                                                            |
| 2008            | Extra                                      | ele mesmo     |                                                                            |
| 2008            | The Martha Stewart Show                    | ele mesmo     |                                                                            |
| 2008            | Privileged                                 | ele mesmo     |                                                                            |
| 2009            | Mtv's My Super Sweet 16 UK SEASON 2        | ele mesmo     | *Aniversário de Freddy * Present VT                                        |
| 2009            | The Bad Girls Club                         | ele mesmo     | Apresentador                                                               |
| 2009            | Degrassi: The Next Generation              | ele mesmo     | Convidado Especial (Episódios 818 a 822)                                   |
| 2010            | Victorious                                 | ele mesmo     | Participação especial no episódio 'Wi-Fi in the Sky'                       |
| 2011            | 90210                                      | ele mesmo     | Participação especial no episódio 'It's the Great Masquerade, Naomi Clark' |
| 2012            | Glee                                       | ele mesmo     | Participação especial no episódio Nationals                                |